# Sambourg
Sambourg là một xã của Pháp,tọa lạc ở tỉnh Yonne trong vùng Bourgogne-Franche-Comté.

## Hành chính
| Danh sách các thị trưởng               |           |                |      |            |
| Giai đoạn                              | Giai đoạn | Tên            | Đảng | Tư cách    |
| mars 2008                              |           | Paris Stephane | SE   | thị trưởng |
| Tất cả các dữ liệu trước đây không rõ. |           |                |      |            |

## Biến động dân số
| Năm | 1962 | 1968 | 1975 | 1982 | 1990 | 1999 |
| --- | ---- | ---- | ---- | ---- | ---- | ---- |
| Dân số | 62   | 74   | 103  | 97   | 89   | 89   |
| From the year 1962 on: No double counting—residents of multiple communes (e.g. students and military personnel) are counted only once. |      |      |      |      |      |      |